# Rotterdam Indoors 1972
Il Rotterdam Indoors 1972 è stato un torneo di tennis giocato sul sintetico indoor. È stata l'unica edizione del Rotterdam Indoors, che faceva parte del World Championship Tennis 1972. Si è giocato all'arena indoor del Rotterdam Ahoy, a Rotterdam nei Paesi Bassi, dal 13 al 18 novembre 1972.

## Campioni

### Singolare
Arthur Ashe ha battuto in finale  Tom Okker con il punteggio di 3–6, 6–2, 6–1

### Doppio
Roy Emerson /  John Newcombe hanno battuto in finale  Arthur Ashe /  Robert Lutz con il punteggio di 6–2, 6–3